# سلالة تشن الجنوبية
سلالة تشن الجنوبية (557-589) في اللغة الصينية (陳朝)، هي اخر السلالات الجنوبية الحاكمة، انتهت على يد سلالة سوي الحاكمة.